# Pabedilan Kaler
Pabedilan Kaler is een bestuurslaag in het regentschap Cirebon van de provincie West-Java, Indonesië. Pabedilan Kaler telt 3648 inwoners (volkstelling 2010).